# Nigrische Partei für Demokratie und Sozialismus
Die Nigrische Partei für Demokratie und Sozialismus (französisch: Parti nigérien pour la démocratie et le socialisme-Tarayya, Kürzel: PNDS-Tarayya) ist eine politische Partei in Niger. Sie stellte von 2011 bis 2023 den Staatspräsidenten und den Premierminister des Landes.

## Ausrichtung

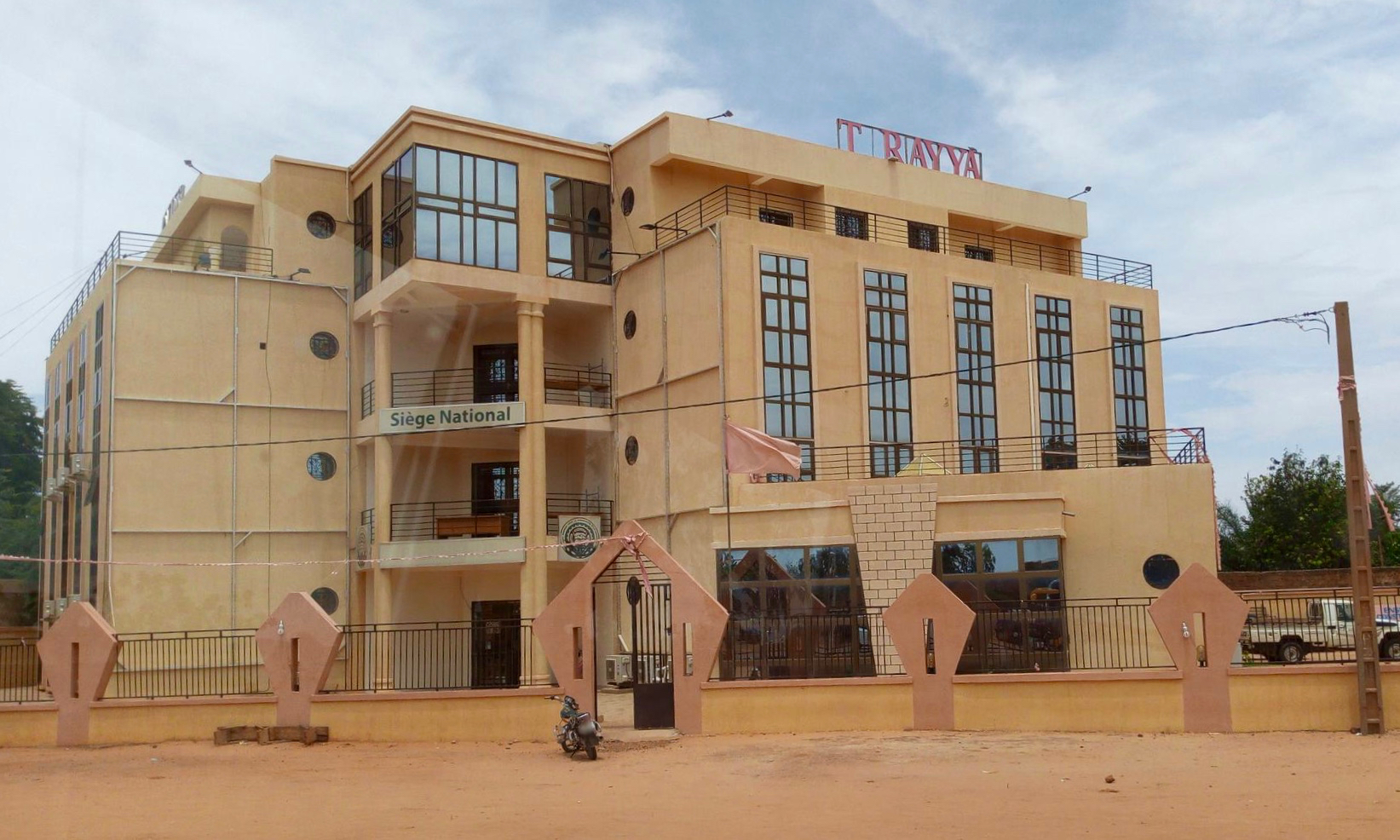
Sitz der Nigrischen Partei für Demokratie und Sozialismus im Stadtviertel Poudrière in Niamey (2018)

Der nach seinem Selbstverständnis sozialdemokratische PNDS-Tarayya gilt als Partei der Intellektuellen, die im Gegensatz zu anderen politischen Gruppierungen in Niger nicht ethnisch orientiert ist. Das Motto der Partei lautet Solidarité, Démocratie, Travail („Solidarität, Demokratie, Arbeit“). Im Logo der Partei symbolisiert ein gezacktes Rad den Fortschritt, ein Handschlag die Einheit und Solidarität sowie Hirseähren, Maiskolben und ein Stierkopf die Förderung des ländlichen Raums. Der Beiname Tarayya ist ein Hausa-Wort und bedeutet „Zusammenschluss“. Die Parteizeitung heißt Niyya.
Die Nigrische Partei für Demokratie und Sozialismus ist Mitglied der Sozialistischen Internationale und Partnerorganisation der Fondation Jean-Jaurès.

## Geschichte

### Zweite Republik
Die Gründungsversammlung der Partei fand am 23. und 24. Dezember 1990 in Niamey statt. Mahamadou Issoufou wurde als Generalsekretär des provisorischen Exekutivkomitees bestimmt. Er stand dem PNDS-Tarayya über zwei Jahrzehnte lang vor. Die Partei nahm an der Nationalkonferenz von 1991 teil, die den demokratischen Übergang des Landes nach der Militärherrschaft unter Seyni Kountché und Ali Saibou vorbereitete. Der PNDS-Tarayya war 1991 Mitbegründer der Neun-Parteien-Koalition Allianz der Kräfte des Wandels, die sich als Opposition zur Alleinherrschaft der Nationalen Bewegung der Entwicklungsgesellschaft (MNSD-Nassara) formierte. In der von 1991 bis 1993 amtierenden Übergangsregierung unter Premierminister Amadou Cheiffou von der CDS-Rahama stellte der PNDS-Tarayya vier Regierungsmitglieder: den Staatssekretär für Kooperation Mohamed Bazoum, den Kommunikationsminister Elback Adam, den Staatssekretär für Inneres Badroum Mouddour und den Bergbau- und Energieminister Ouhoumoudou Mahamadou.

### Dritte Republik
Bei den Parlamentswahlen von 1993 erhielt der PNDS-Tarayya elf der 83 Sitze in der Nationalversammlung. Fünf weitere Parteien der Allianz der Kräfte des Wandels schafften den Einzug ins Parlament. Die Allianz war dort nunmehr mit 50 Abgeordneten vertreten. Bei den kurz danach stattfindenden Präsidentschaftswahlen von 1993 erreichte der PNDS-Tarayya-Vorsitzende Mahamadou Issoufou den dritten Platz. Der Wahlsieger war Mahamane Ousmane von der CDS-Rahama. Ousmane ernannte Mahamadou Issoufou am 18. April 1993 zum Premierminister. In der 28-köpfigen Koalitionsregierung war der PNDS-Tarayya mit fünf weiteren Personen vertreten: Abdallah Boureima (Finanzen), Foumakoye Gado (Bergbau), Issoufou Katambé (Inneres), Adam Malam Kandine (Justiz) und Hassoumi Massoudou (Kommunikation). Im September 1994 trat Issoufou als Premierminister zurück, der PNDS-Tarayya trat aus der Koalition aus. Nach dem Scheitern einer Minderheitsregierung unter dem neuen Premierminister Souley Abdoulaye (CDS-Rahama) rief Staatspräsident Mahamane Ousmane Neuwahlen aus.
Bei den Parlamentswahlen von 1995 erlangte der PNDS-Tarayya den dritten Platz und zwölf der 83 Sitze in der Nationalversammlung. Der PNDS-Tarayya, der MNSD-Nassara, der PPN-RDA und die UDFP-Sawaba bildeten eine Koalitionsregierung. Als Premierminister amtierte Hama Amadou vom MNSD-Nassara. Der PNDS-Tarayya war mit Außenminister Mohamed Bazoum, Gesundheitsminister Kalla Ankourao und Infrastrukturminister Rhousmane Ahmoud in der Regierung vertreten. Mahamadou Issoufou wurde Präsident der Nationalversammlung. Die parlamentarische Mehrheit der Regierungsparteien stand mit Mahamane Ousmane einem Staatspräsidenten gegenüber, der als CDS-Rahama-Mitglied einer nicht in der Regierung vertretenen Partei angehörte (Cohabitation).

### Vierte Republik
Am 27. Januar 1996 setzte Ibrahim Baré Maïnassara im Zuge eines Staatsstreichs Staatspräsident Mahamane Ousmane und Premierminister Hama Amadou ab, löste die Nationalversammlung auf und ließ alle politischen Parteien in Niger verbieten. In der neuen Regierung unter Premierminister Boukary Adji gab jedoch weiterhin zwei Persönlichkeiten des PNDS-Tarayya: Außenminister Mohamed Bazoum und Gesundheitsminister Moussa Aloua. Nach dem Verfassungsreferendum vom 12. Mai 1996 durften die politischen Parteien am 20. Mai 1996 wieder ihre Tätigkeiten aufnehmen. Bei den von Ibrahim Baré Maïnassara gewonnenen Präsidentschaftswahlen von 1996 landete der PNDS-Tarayya-Kandidat Mahamadou Issoufou abgeschlagen auf dem vierten Platz. Die Parlamentswahlen von 1996 wurden unter anderem vom PNDS-Tarayya boykottiert, der daraufhin nicht mehr in der Nationalversammlung vertreten war. Der PNDS-Tarayya stand an der Spitze eines außerparlamentarischen Acht-Parteien-Bündnisses namens Front für die Wiederherstellung und Verteidigung der Demokratie (französisch: Front pour la Restauration et la Défense de la Démocratie), dem auch der MNSD-Nassara und die CDS-Rahama angehörten. Der Konflikt mit dem Regime verschärfte sich zusehends.
Am 9. April 1999 fand Staatspräsident Ibrahim Baré Maïnassara bei einem von Daouda Malam Wanké angeführten Staatsstreich den Tod. In der Übergangsregierung von Premierminister Ibrahim Hassane Mayaki gehörten Finanzminister Saïdou Sidibé und Unterrichtsminister Akilou Ahmed Baringueye dem PNDS-Tarayya an.

### Fünfte Republik

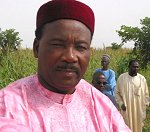
Mahamadou Issoufou (2004)

Bei den Präsidentschaftswahlen von 1999 verlor der PNDS-Tarayya-Kandidat Mahamadou Issoufou in einer Stichwahl gegen Mamadou Tandja vom MNSD-Nassara. In den ebenfalls vom MNSD-Nassara gewonnenen Parlamentswahlen von 1999 erreichte der PNDS-Tarayya den dritten Platz und erhielt 16 der 83 Sitze in der Nationalversammlung. Bis 2011 blieb die Partei in der Opposition. Bei den Präsidentschaftswahlen von 2004 musste sich Mahamadou Issoufou erneut in einer Stichwahl Mamadou Tandja geschlagen geben. Bei den Parlamentswahlen von 2004 trat der PNDS-Tarayya in einem Wahlbündnis mit dem PNA-Al’ouma und dem PPN-RDA an, das 25 der 113 Sitze in der Nationalversammlung erhielt, von denen 23 vom PNDS-Tarayya besetzt wurden.

### Sechste Republik
Nach der Auflösung der Nationalversammlung des nach einer in der Verfassung nicht vorgesehenen dritten Amtszeit strebenden Staatspräsidenten Mamadou Tandja wurden die Parlamentswahlen von 2009 vom PNDS-Tarayya und weiteren Parteien boykottiert. Tandja wurde am 18. Februar 2010 vom Militär unter Salou Djibo gestürzt.

### Siebte Republik

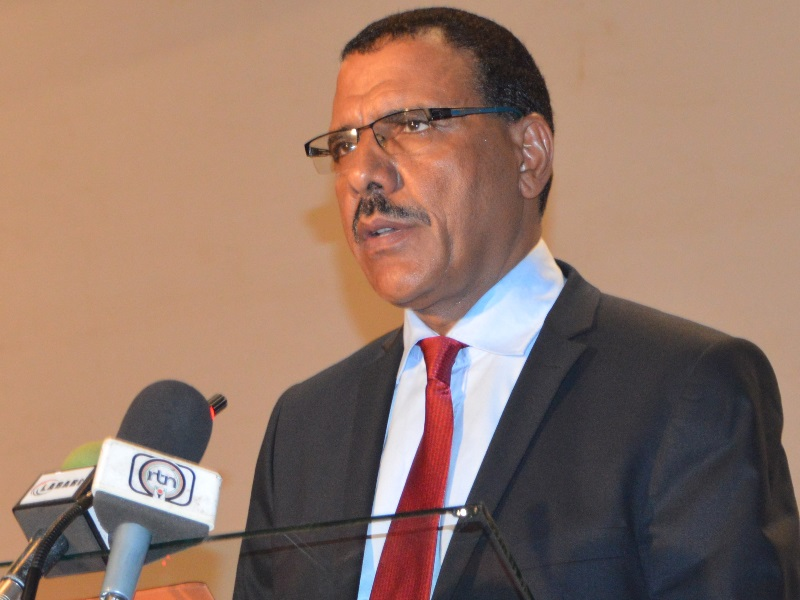
Mohamed Bazoum (2016)

Mahamadou Issoufou gewann die Präsidentschaftswahlen von 2011. Sein PNDS-Tarayya ging auch bei den Parlamentswahlen von 2011 mit 33 Prozent der Stimmen und 37 der 113 Sitze in der Nationalversammlung als stimmenstärkste Partei hervor. In der von Mahamadou Issoufou ernannten Koalitionsregierung war der PNDS-Tarayya mit Premierminister Brigi Rafini, Außenminister Mohamed Bazoum, Finanzminister Gilles Baillet, Verteidigungsminister Mahamadou Karidio und Energie- und Erdölminister Foumakoye Gado vertreten. Nach Issoufous Wahl zum Staatspräsidenten übernahm der bisherige stellvertretende Parteivorsitzende Mohamed Bazoum von ihm den Parteivorsitz. Bazoum war zunächst interimsmäßig im Amt, bis er 2013 vom Kongress des PNDS-Tarayya zum Parteivorsitzenden gewählt wurde.
Bei den Parlamentswahlen von 2016 gewann die Partei 75 von 171 Sitzen in der Nationalversammlung. Aus den Parlamentswahlen von 2020 ging der PNDS-Tarayya mit 79 von 171 Sitzen in der Nationalversammlung hervor. Der PNDS-Tarayya-Kandidat Mohamed Bazoum gewann die Präsidentschaftswahlen von 2020/2021 um das höchste Amt im Staat- Nachdem Foumakoye Gado die Partei seit Bazoums Amtsantritt als Staatspräsident bereits interimistisch geleitet hatte, wurde er Ende 2022 zum Parteivorsitzenden gewählt.
Bazoums Regierung wurde beim Militärputsch am 26. Juli 2023 abgesetzt.